# ソウル大学校付属病院虐殺事件

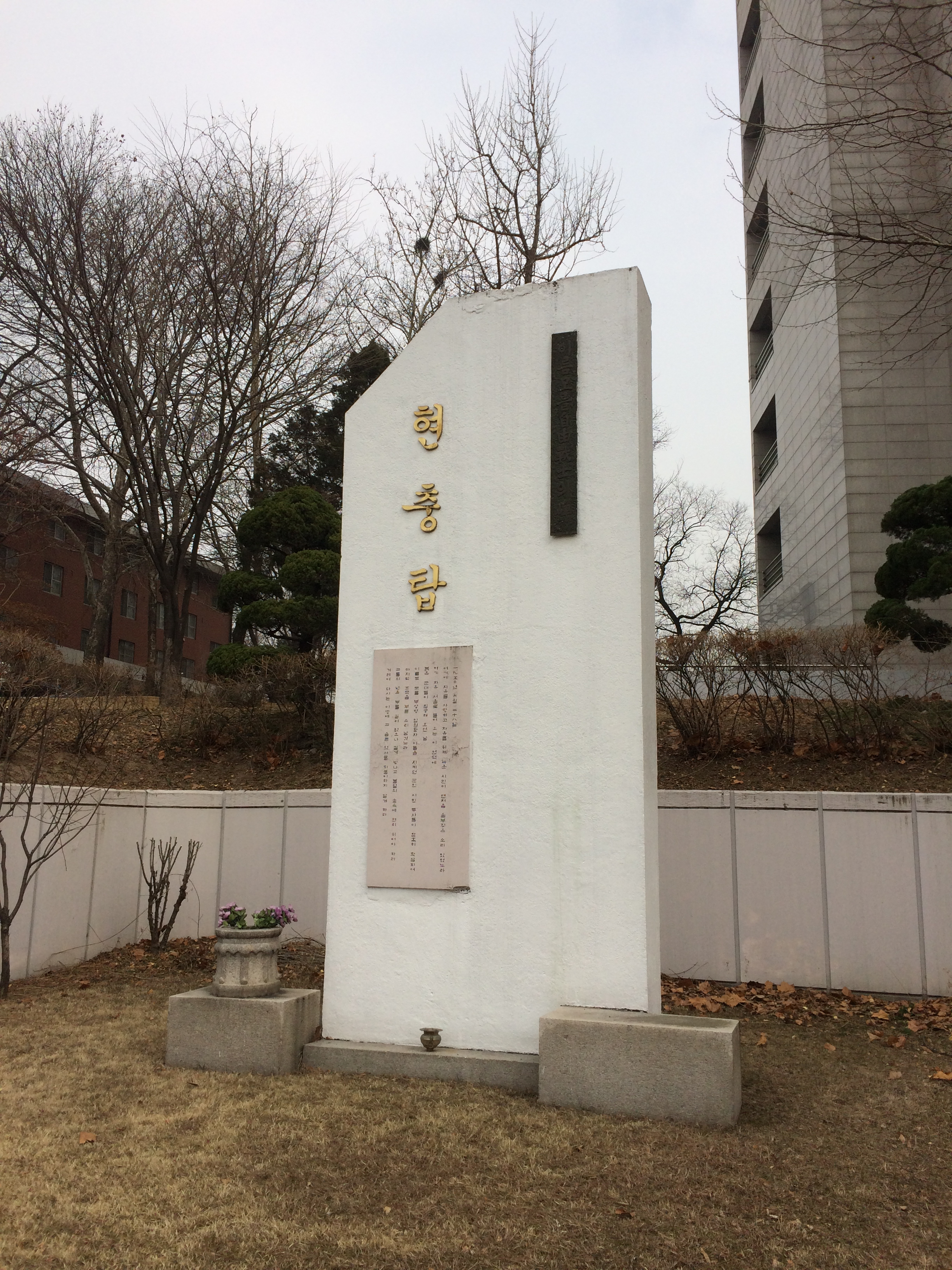
ソウル大学校附属病院虐殺事件の記念碑

ソウル大学校附属病院虐殺事件（ソウルだいがっこうふぞくびょういんぎゃくさつじけん、朝鮮語: 서울대학교 부속병원 학살 사건 韓文漢字: 서울大學校附属病院虐殺事件 中国語：漢城國立大學附屬醫院屠殺事件）は、朝鮮戦争初期の1950年6月28日に、朝鮮人民軍（北朝鮮軍）によってソウル大学校医科大学附属病院（現・ソウル大学校病院）で発生した虐殺事件。この虐殺によって合計700人から900人の医療関係者、入院患者及びその家族等が殺害された。

## 概要
1950年6月25日に侵攻を開始した北朝鮮軍は3日後の28日にソウル市街へ突入した（第一次ソウル会戦）。小高い丘の上に建つソウル大学校附属病院には陸軍1個小隊が警備に就き、入院患者のうち動ける者は南に向かって避難していたが、それでも動けない重症患者、さらに緒戦で後送されてきた負傷兵で病院（病棟4棟、約800床）は満床状態だった。病院は金東益院長の指示で屋上に赤十字を表記し、国旗掲揚台にも赤十字旗を掲げて病院であることを示していた。
同日朝、中央庁（旧朝鮮総督府庁舎）を制圧した人民軍は病院の制圧に向かった。警備小隊と動ける負傷兵・一般患者・学生ら約80名は、連絡将校として陸軍本部から派遣されていた陸軍兵站学校副校長チョ・ヨンイル少領（少佐）、警備小隊長・南少尉および先任副士官（小隊軍曹）・閔軍曹の指揮で病院への侵入を防ぐべく人民軍と戦ったが、全員が戦死した。
その後人民軍は、動けない重傷の負傷兵や非戦闘員だけが残っていた病院にサイドカーの部隊を先頭に乗り付けた。北朝鮮のシンパとみられる医師が、越北して人民軍軍医となっていた元ソウル大医科教授と握手し、人民軍の搬送してきた負傷兵を運び込むなどしていたが、韓国軍負傷兵を発見した人民軍中佐の扇動で兵士が虐殺を始めた。当初は病室をまわって負傷兵と目される患者をベッドの上で次々と射殺していたが、やがて非効率的と判断したのか患者や抵抗した者を引き摺り出して病室の角や病院の庭に集め、まとめて一斉射撃で射殺した。犠牲者は負傷兵だけではなく、一般の入院患者や付き添いの患者家族、抵抗した医療関係者・学生も多数殺害されたと記録されている。
銃声を耳にした病棟の患者らは脱出しようとして、包囲している人民軍に捕殺され、韓国軍負傷兵の中には病室の家具什器類でバリケードを敷き拳銃で応戦して射殺される者や、絶望のあまり自決する者もいた。虐殺は午後まで続き、人民軍兵士は精神病棟をも襲撃して患者を虐殺したほか、一度撃った者を生存確認のため銃剣で刺してまわった。最後まで隠れていて発見された者らは、ボイラー室に連れ込まれ、石炭の山に生き埋めにされた。
このように殺害された被害者は、正確な被害規模を知ることはできないが、1000人に迫ると推定され（犠牲者は一般市民だけで900人に達し、韓国国防部によれば、犠牲者のうち100人が負傷兵だという）、遺体は集められたまま20日間放置され、病院中に腐臭が充満したほどと言われる。その後、遺体は昌慶宮付近と恵化洞ロータリー付近の道路に積み上げられ、ガソリンをかけて焼却された。
制圧後、病院は人民軍負傷兵の病院として用いられた。また、病院で診療に当たっていた医師・軍医、看護婦、衛生兵らの多くは人民軍兵士の治療に使役させられ、それに抵抗した一部の医療関係者はソウル市民への見せしめのため、広場で公開銃殺された。
3か月後、ソウルが国連軍に奪回されて（第二次ソウル会戦）後に、この虐殺が世に知られるようになった。さらに、翌年のソウル再陥落（第三次ソウル会戦）後、再び同様の虐殺事件が明らかになり、大きな衝撃を与えた。
現在、ソウル大学病院内に「無名自由戦士の碑」が建立され、毎年6月28日前後に、ソウル大学、鐘路区報勲団、およびソウル北部報勲支庁が合同で追悼行事を行っている。